# 장종덕
장종덕(張鍾德, 1987년 10월 29일 ~ )은 전 KBO 리그 KT 위즈의 내야수이다.

## 넥센 히어로즈시절
2010년에 입단하였다.

## KT 위즈시절
2014년에 입단하였다.

## 출신 학교
- 길동초등학교
- 자양중학교
- 배명고등학교
- 영남대학교